# Karl Nehammer
Karl Nehammer   (Viena, 18 d'octubre de 1972) (alemany: [kaɐ̯l ˈneːhamɐ]) és un polític austríac, canceller d'Àustria des del 6 de desembre de 2021. És membre del Partit Popular d'Àustria (ÖVP) i va ser ministre de l'Interior de 2020 a 2021, secretari general de l'ÖVP de 2018 a 2020 i membre del Nationalrat (Consell Nacional) de 2017 a 2020.

## Biografia
Nehammer va créixer a Viena, on va anar al Kalksburg College i a l'Amerlingstrasse Grammar School, i es va graduar el 1992. Va completar el seu servei militar com a voluntari d'un any amb més servei fins al 1996. L'any 1997 va ser donat d'alta com a tinent. Després va treballar com a formador d'instruccions per a oficials d'informació del Ministeri Federal de Defensa Nacional i com a formador de comunicació estratègica per a diverses institucions com l'Institut de Promoció Vocacional (BFI) i l’Acadèmia Política del Partit Popular Austríac. A partir del 2012, va completar un curs universitari de dos anys de comunicació política a la Universitat de Formació Continuada de Krems i es va graduar amb un màster.
Nehammer és membre de les corporacions d'estudiants austríacs catòlics Sonnberg Perchtoldsdorf dins de la Mittelschüler-Kartellverband. Està casat amb Katharina Nehammer, membre de l'ÖVP. Tenen dos fills. La parella va rebre crítiques a principis del 2020 després que Katharina fos nomenada portaveu del Ministeri de Defensa, amb Herbert Kickl acusant el govern de posar la política interior i de defensa "en mans d'una família". Ella va començar a treballar al sector privat en relacions públiques el juliol de 2020. El sogre de Nehammer és l'antic presentador de l'ORF Peter Nidetzky.

## Carrera política
Nehammer va entrar en l'organització del Partit Popular d'Àustria (ÖVP) després de sortir de l'exèrcit, treballant inicialment amb l'acadèmia del partit. Va ser llavors cap del servei i del departament de mobilització en la seu del partit de 2007–2008 i del departament de formació i xarxes de 2008–2009. Després es va convertir en director de l'associació de Baixa Àustria de l'acadèmia del partit i va ser prop del sotsgovernador Wolfgang Sobotka.
L'octubre de 2015, Nehammer va ser nomenat sotssecretari general i conseller federal de la Unió de Treballadors d'Àustria (ÖAAB), l'associació sindical de l'ÖVP. Durant les eleccions presidencials austríaques de 2016, va ser nomenat administrador substitutiu del partit de l'ÖVP Andreas Khol durant la campanya, però no va poder salvar-lo d'un resultat històricament pobre de l'11%.
Va succeir a agost Wöginger com a secretari general de la ÖAAB el 2016 i va ocupar aquest càrrec fins a gener de 2018. El novembre de 2016, també va ser elegit president regional de la ÖAAB Viena. Des d'abril de 2017, ha estat president del partit de districte de l'ÖVP en Viena -Hietzing.
En les eleccions legislatives austríaques de 2017, Nehammer va ser elegit com a representant de Viena. Durant la formació posterior del Govern, va ser membre de l'equip negociador de l'ÖVP en l'àmbit de la defensa. Va ser elegit vicepresident de la facció parlamentària de l'ÖVP el 8 de novembre i va ser nomenat portaveu dels mitjans de comunicació. El 25 de gener de 2018, va succeir a Elisabeth Köstinger i Stefan Steiner com secretari general de l'ÖVP. Al setembre de 2018, també va succeir a Efgani Dönmez com portaveu d'integració i migració.
Nehammer es va presentar en les eleccions legislatives austríaques de 2019 en el cinquè lloc de la llista estatal de l'ÖVP a Viena, i l'onzè lloc en la llista federal de l'ÖVP. També va ser un dels cinc avaluadors de l’ÖVP en l'autoritat electoral durant les eleccions, que van resultar en una victòria aclaparadora de l'ÖVP. En el curs de la posterior formació governamental, va negociar en les àrees d'Europa, migració, integració i seguretat.

### Ministre de l'Interior
Nehammer va ser nomenat ministre de l'Interior en el segon govern de Sebastian Kurz, i va ser investit el 7 de gener. Sota el seu lideratge, el govern austríac va presentar càrrecs a mitjans del 2020 contra una persona que havia confessat haver espiat per al servei secret de Turquia. Va ser un dels tres gestors públics de crisi durant la Pandèmia de COVID-19, amb la responsabilitat de fer complir els confinaments i les restriccions. Se'l considera un ferm defensor de la política de refugiats de Sebastian Kurz.
Nehammer va liderar la resposta del govern després de l'atac de Viena del 2020. Va descriure l'atacant com un "terrorista islamista" i un simpatitzant de l'Estat Islàmic i va admetre que els serveis d'intel·ligència sota la seva jurisdicció no havien comunicat informació que podria haver evitat l'atac. La dona i els fills de Nehammer van rebre protecció policial a conseqüència de les amenaces de mort rebudes després de l'atac.

### Canceller d'Àustria
L'octubre de 2021, Sebastian Kurz va dimitir com a canceller arran d'una investigació de corrupció i va ser succeït pel ministre d'Afers Exteriors Alexander Schallenberg. Kurz va romandre com a líder de l'ÖVP fins al 2 de desembre, quan va anunciar la seva retirada de la política. Poc després, Schallenberg va anunciar que no buscaria el lideratge i que dimitiria com a canceller a favor del nou líder de l'ÖVP un cop elegit. El 3 de desembre, Nehammer va ser designat provisionalment com a líder de l'ÖVP pel comitè del partit federal i proposat com a canceller. Va ser investit pel president Alexander Van der Bellen el 6 de desembre i fa formar el Govern Nehammer.